# Бражківська сільська рада
Бра́жківська сільська́ ра́да — адміністративно-територіальна одиниця та орган місцевого самоврядування в Ізюмському районі Харківської області. Адміністративний центр — село Бражківка.

## Загальні відомості
- Бражківська сільська рада утворена в 1993 році.
- Територія ради: 52,54 км²
- Населення ради: 379 осіб (станом на 2001 рік)

## Населені пункти
Сільській раді були підпорядковані населені пункти:
- с. Бражківка
- с. Сулигівка

### Колишні населені пункти
- Довгий Яр

## Склад ради
Рада складалася з 12 депутатів та голови.
- Голова ради: Шабельник Олександр Юрійович

### Керівний склад попередніх скликань
| Прізвище, ім'я, по батькові  | Основні відомості                                                 | Дата обрання | Дата звільнення |
| ---------------------------- | ----------------------------------------------------------------- | ------------ | --------------- |
| Шабельник Олександр Юрійович | Сільський голова, 1978 року народження, освіта вища, безпартійний | 26.03.2006   | 31.10.2010      |
| Шабельник Олександр Юрійович | Сільський голова, 1978 року народження, освіта вища, безпартійний | 31.10.2010   |                 |

Примітка: таблиця складена за даними сайту Верховної Ради України

### Депутати
За результатами місцевих виборів 2010 року депутатами ради стали:

#### За суб'єктами висування
| Суб'єкт висування | Кількість обраних депутатів | %   |
| ----------------- | --------------------------- | --- |
| Самовисування     | 12                          | 100 |

#### За округами
| № округу | Прізвище, ім'я, по батькові     | Дата визнання обраним | Освіта             | Партійна приналежність                | Відомості про обраного депутата               |
| -------- | ------------------------------- | --------------------- | ------------------ | ------------------------------------- | --------------------------------------------- |
| 1        | Меленченко Світлана Геннадіївна | 01.11.2010            | середня спеціальна | член Партії регіонів                  | Бражківська сільська рада, землевпорядник     |
| 2        | Устименко Надія Іванівна        | 01.11.2010            | середня            | член Партії регіонів                  | пенсіонер                                     |
| 3        | Красюк Любов Іванівна           | 01.11.2010            | середня            | член Політичної партії «Наша Україна» | Бражківська сільська бібліотека, завідувачка  |
| 4        | Акіншина Вікторія Петрівна      | 09.01.2011            | середня            | член Партії регіонів                  | тимчасово не працює                           |
| 5        | Лисенко Лариса Петрівна         | 01.11.2010            | середня            | член Народної партії                  | Бражківський сільський клуб, завідувачка      |
| 6        | Жалюк Василь Миколайович        | 01.11.2010            | середня            | позапартійний                         | ТОВ «Чарівний лан», охоронець                 |
| 7        | Нестер Людмила Григорівна       | 09.01.2011            | вища               | позапартійна                          | Малокомишуватська школа, вчитель              |
| 8        | Калініна Тетяна Григорівна      | 01.11.2010            | вища               | член Партії регіонів                  | Вірнопільська загальноосвітня школа, вчитель  |
| 9        | Котляренко Олег Вікторович      | 01.11.2010            | середня спеціальна | позапартійний                         | ТОВ «Чарівний лан», охоронець                 |
| 10       | Левченко Іван Петрович          | 01.11.2010            | середня            | позапартійний                         | пенсіонер                                     |
| 11       | Іщенко Тетяна Іванівна          | 01.11.2010            | середня спеціальна | член Народної партії                  | Бражківська сільська рада, головний бухгалтер |
| 12       | Соловей Галина Антонівна        | 01.11.2010            | середня спеціальна | позапартійна                          | тимчасово не працює                           |

## Населення
За переписом населення України 2001 року в сільській раді мешкало 376 осіб.

### Мова
Розподіл населення за рідною мовою за даними перепису 2001 року:
| Мова       | Відсоток |
| ---------- | -------- |
| українська | 90,50 %  |
| російська  | 5,54 %   |
| інші       | 3,96 %   |